# Sergio Markarián
Pour les articles homonymes, voir Markarian.
Sergio Markarián, de son nom complet Sergio Apraham Markarián Abrahamian, né le 1er novembre 1944 à Montevideo, est un entraîneur uruguayen de football d'ascendance arménienne.

## Biographie
Surnommé « El Mago » (le magicien) en raison de ses habiletés de tacticien, Markarián glane huit championnats nationaux en tant qu'entraîneur de club. En 1997, il conduit le Sporting Cristal en finale de la Copa Libertadores (battu par Cruzeiro). Il atteint également les quarts de finale de la Ligue des champions de l'UEFA avec le Panathinaïkos, lors de la saison 2001-02 (éliminé par le FC Barcelone).
Il est le sélectionneur de l'équipe olympique du Paraguay, en 1992, qu'il mène en quarts de finale du tournoi olympique de Barcelone. Sept ans plus tard, il est nommé à la tête de l'équipe du Paraguay senior. Malgré une qualification en Coupe du monde 2002, Markarián est limogé après une lourde défaite concédée à domicile, le 14 novembre 2001, contre la Colombie (0-4).
En 2010, Markarián se voit confier les rênes de l'équipe du Pérou qu'il réussit à hisser à la 3e place de la Copa América 2011. Cependant il ne peut éviter l'élimination du Pérou lors des qualifications pour la Coupe du monde 2014 et présente sa démission dès la fin des qualifications.
Le 12 février 2015, Markarián devient le nouveau sélectionneur de la Grèce succédant à Claudio Ranieri. Après une défaite face aux Îles Féroé, sa situation se complique et il finit par remettre sa démission le 21 juillet 2015 à George Gkirtzikis, le président de la Fédération grecque, qui la refuse dans un premier temps avant d'accepter sa demande le 7 août 2015.

## Palmarès d'entraîneur

### En Uruguay
CA Bella Vista
- Championnat d'Uruguay D2 (1) :
  - Champion : 1976.

### Au Paraguay

#### En club
| Club Olimpia - Championnat du Paraguay (2) : - Champion : 1983 et 1985. - Vice-champion : 1986. |  | Cerro Porteño - Championnat du Paraguay (1) : - Champion : 1990. - Torneo República (1) : - Vainqueur : 1991. |  | Club Libertad - Championnat du Paraguay (2) : - Champion : 2006 et 2007. |

#### En sélection
Paraguay olympique
- Tournoi pré-olympique de la CONMEBOL (1) : 
  - Vainqueur : 1992.

### Au Pérou
| Universitario de Deportes - Championnat du Pérou (1) : - Champion : 1993. - Vice-champion : 1995. |  | Sporting Cristal - Championnat du Pérou (1) : - Champion : 1996. - Vice-champion : 1997. - Copa Libertadores - Finaliste : 1997. |

### Au Mexique
CD Cruz Azul
- Championnat du Mexique
  - Vice-champion : 2008 (C).

### Au Chili
Universidad de Chile
- Championnat du Chili (1) :
  - Champion : 2009 (A).